# Thamnobryum pandum
Thamnobryum pandum är en bladmossart som beskrevs av Stone och G. A. M. Scott 1973 [1974. Thamnobryum pandum ingår i släktet rävsvansmossor, och familjen Neckeraceae. Inga underarter finns listade i Catalogue of Life.